# Where the Wild Things Are (Steve Vai)
Where the Wild Things Are è un album live del 2009 di Steve Vai.
L'album è stato registrato nello State Theatre di Minneapolis, durante il Sound Theories tour di Vai. Oltre a brani famosi di Vai, sono presenti anche di nuovi. Lo spettacolo, della durata di 2 ore e 40 minuti, è stato registrato in un dvd contenente l'intero show e un'ora di contenuti extra, mentre l'album contiene alcuni brani selezionati. Sul palco insieme a Steve Vai erano presenti: Alex DePue (violino e tastiera), Ann Marie Calhoun (violino, tastiera e voce), Bryan Beller (basso), Jeremy Colson (batteria), Dave Weiner (chitarra e sitar) and Zack Wiesinger (lap steel)

## CD
1. Paint Me Your Face - 1:59
2. Now We Run - 6:37
3. Oooo - 5:07
4. Building The Church - 8:35
5. Tender Surrender - 6:18
6. Band Intros - 2:27
7. Fire Wall - 6:02
8. Freak Show Excess - 11:00
9. Die To Live - 6:30
10. All About Eve - 5:08
11. Gary 7 - 0:48
12. Treasure Island - 1:54
13. Angel Food - 6:23
14. Taurus Bulba - 6:48
15. Par Brahm - 2:15

## DVD
Il dvd contiene tutti i 27 brani suonati durante lo spettacolo.
1. Paint Me Your Face
2. Now We Run
3. Oooo
4. Building The Church
5. Tender Surrender
6. Band Intros
7. Firewall
8. The Crying Machine
9. Shove The Sun Aside
10. I'm Becoming
11. Die To Live
12. Freak Show Excess
13. Apples In Paradise
14. All About Eve
15. Gary 7
16. Beastly Rap
17. Treasure Island
18. Angel Food
19. Earthquake Sky
20. The Audience Is Listening
21. The Murder
22. Juice
23. Whispering A Prayer
24. Taurus Bulba
25. Liberty
26. Answers
27. For the Love of God

Materiale bonus: intervista alla band, dietro le scene, Jemini Distortion Demo.

## CD bonus
Chi ha preordinato sia il cd che il dvd, ha ricevuto anche il codice per poter scaricare in anteprima l'album Where The Other Wild Things Are, contenente i brani non inclusi nel cd.
1. The Crying Machine
2. The Audience Is Listening
3. The Murder
4. Juice
5. Whispering A Prayer
6. Apples In Paradise
7. I'm Becoming
8. Beastly Rap
9. Earthquake Sky
10. Liberty
11. Answers
12. For The Love Of God

## Formazione
- Steve Vai - chitarra, voce
- Alex DePue - violino, tastiera
- Ann Marie Calhoun - violino, tastiera, voce
- Bryan Beller - basso
- Jeremy Colson - batteria
- Dave Weiner - chitarra, sitar
- Zack Wiesinger - lap steel